# Janusz Szymański (polityk)
Janusz Henryk Szymański (ur. 15 lipca 1958 w Łowiczu, zm. 9 lipca 2020 w Białymstoku) – polski prawnik i polityk, nauczyciel akademicki, doktor nauk prawnych, poseł na Sejm X, I i II kadencji, w latach 2002–2006 prezes Polskiego Komitetu Normalizacyjnego.

## Życiorys
Syn Eugeniusza i Elżbiety. Ukończył w 1981 studia na Wydziale Prawa i Administracji Uniwersytetu Warszawskiego. W 2001 na podstawie napisanej pod kierunkiem Janusza Trzcińskiego rozprawy pt. Ratyfikacja umów międzynarodowych i jej skutki prawne w polskim prawie uzyskał na Wydziale Prawa Uniwersytetu w Białymstoku stopień doktora nauk prawnych. Był zatrudniony jako adiunkt na Uniwersytecie w Białymstoku, pracował też na innych uczelniach w tym mieście.
W 1978 wstąpił do Polskiej Zjednoczonej Partii Robotniczej, z ramienia partii w 1989 został posłem X kadencji. W 1991 uzyskał reelekcję z listy Sojuszu Lewicy Demokratycznej. Rok później wstąpił do Unii Pracy, w przedterminowych wyborach w 1993 ponownie uzyskał mandat poselski z listy UP w okręgu suwalskim. Na koniec II kadencji wystąpił z partii i został posłem niezrzeszonym. Następnie ponownie związał się z SLD. W 1997 zajmował stanowisko sekretarza stanu w Ministerstwie Spraw Wewnętrznych i Administracji. Od grudnia 2002 do listopada 2006 był prezesem Polskiego Komitetu Normalizacyjnego.
Pochowany na cmentarzu w białostockich Pieczurkach.

## Odznaczenia
Odznaczony Krzyżem Kawalerskim Orderu Odrodzenia Polski (2004) i Srebrnym Odznaczeniem im. Janka Krasickiego.